# La Ligne rouge (roman)
Pour les articles homonymes, voir La Ligne rouge et The Thin Red Line.
 (février 2014).
La Ligne rouge (titre original : The Thin Red Line) ou Mourir ou crever est le quatrième roman de l'auteur américain James Jones, paru en 1962. Il s'appuie fortement sur les expériences de Jones à la bataille des monts Austen, du Cheval au galop et de l'Hippocampe au cours de la campagne de Guadalcanal. L'auteur a servi au sein du   27e régiment d'infanterie de la 25e division d'infanterie de l'United States Army.

## Roman
La Ligne rouge, initialement publié en septembre 1962, partage ses personnages centraux avec deux autres romans de Jones sur la Seconde Guerre mondiale, mais avec leurs noms nécessairement modifiés, et étudie leurs différentes réactions au combat. Jones avait initialement l'intention de faire apparaître les personnages masculins centraux de son précédent roman de guerre From Here to Eternity (en) dans ce nouveau roman. Mais Jones fait remarquer que « la structure dramatique – je pourrais même dire le contenu spirituel – du premier livre exigeait que Prewitt fût tué à la fin de celui-ci. » Jones résolut le problème en changeant les noms des trois personnages du premier roman, leur permettant ainsi d'apparaître dans La Ligne rouge. Le personnage de Prewitt devint Witt, Warden devint Welsh et Stark devint Storm.
Le roman décrit la bataille de manière réaliste, y compris plusieurs actes particulièrement horribles décrits comme des réactions naturelles des soldats face à leur environnement, tels que l'exhumation d'un cadavre japonais pour le plaisir, l'exécution sommaire de prisonniers japonais et l'extraction des dents en or de leurs cadavres. Le roman explore l'idée que la guerre moderne est une expérience extrêmement personnelle et solitaire dans lequel chaque soldat subit les horreurs émotionnelles de la guerre par lui-même.
Le titre provient probablement du poème de Rudyard Kipling intitulé Tommy, du recueil de poèmes Barrack-Room Ballads (en), dans lequel Kipling décrit fantassins comme « la mince ligne rouge des héros. » Le poème de Kipling est basé sur l'action en 1854 de soldats britanniques pendant la guerre de Crimée appelée La Ligne rouge.